# Jeleń (Ruciane-Nida)
Jeleń [ˈjɛlɛɲ] ist ein kleiner Ort in der polnischen Woiwodschaft Ermland-Masuren, der zur Gmina Ruciane-Nida (Stadt- und Landgemeinde Rudczanny/Niedersee-Nieden) im Powiat Piski gehört.
Die Forstsiedlung (polnisch Osada leśna) Jeleń liegt im südlichen Osten der Woiwodschaft Ermland-Masuren, 24 Kilometer westlich der Kreisstadt Pisz (deutsch Johannisburg). Über die Gründung und Geschichte des kleinen Ortes liegen keine Belege vor, auch nicht über einen etwaigen deutschen Ortsnamen aus der Zeit vor 1945. Die Siedlung ist eine Ortschaft im Verbund der Stadt- und Landgemeinde Ruciane-Nida im Powiat Piski, bis 1998 der Woiwodschaft Suwałki, seither der Woiwodschaft Ermland-Masuren zugehörig.
Kirchlich ist Jeleń katholischerseits nach Ruciane-Nida eingepfarrt, dessen Pfarrei Trójcy Świętej eine Filialkirche in Krzyże (Kreuzofen) unterhält und zum Bistum Ełk der polnischen katholischen Kirche gehört. Die evangelischen Einwohner halten sich zur Pfarrei in Pisz innerhalb der Diözese Masuren der Evangelisch.-Augsburgischen Kirche in Polen.
Jeleń liegt westlich einer Nebenstraße, die von der Landesstraße 58 bei Rosocha (Jägerswalde) über Karwica Mazurska bis nach Ciesina (Erdmannen) führt. Über eine Stichstraße ist die Siedlung zu erreichen. Karwica Mazurska ist die nächstgelegene Bahnstation und liegt an der Bahnstrecke Olsztyn–Ełk (deutsch Allenstein–Lyck).